# Heinz Steinert
Heinz Helmuth Steinert (* 4. August 1942 in Teschen; † 20. März 2011 in Wien) war ein österreichischer Soziologe und Kriminologe.

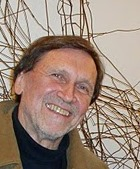
Heinz Steinert (2008)

## Werdegang
Heinz Steinert studierte Philosophie, Psychologie und Literaturwissenschaften in Wien. 1967 wurde er mit einer psychologischen Arbeit über experimentelle Untersuchungen zu Theorien des Kurzzeitgedächtnisses promoviert. Er begann zusätzlich eine Ausbildung an der Wiener Psychoanalytischen Vereinigung und habilitierte sich 1972 im Fachbereich Soziologie in Graz mit einer Arbeit über die Strategien sozialen Handelns.
Steinert war einer der Hauptvertreter der Kritischen Kriminologie und zugleich ein prominenter Kritiker der Kriminologie als Wissenschaft. Zusammen mit Helga Cremer-Schäfer kritisierte er in Straflust und Repression die offene (Großbritannien) bzw. schleichende (Deutschland) Aufgabe zentraler Positionen zur Resozialisierung Strafgefangener. Bis zuletzt blieb er ein überzeugter Abolitionist und kritisierte Freiheitsstrafen als kontraproduktiv.
Steinert war Mitbegründer und langjähriger wissenschaftlicher Leiter des Instituts für Recht und Kriminalsoziologie in Wien. Parallel hierzu hatte er eine Professur für Soziologie mit den Schwerpunkten „Devianz“ und „Soziale Ausschließung“ an der Johann Wolfgang Goethe-Universität Frankfurt inne. 2007 emeritierte Heinz Steinert und beschäftigte sich seitdem u. a. mit Veröffentlichungen für links-netz.de. Er war Gründungsmitglied der Assoziation für kritische Gesellschaftsforschung.
Heinz Steinert starb am 20. März 2011 an den Folgen einer Krebserkrankung. Er wurde am Friedhof der Feuerhalle Simmering beigesetzt (Abteilung 2, Ring 3, Gruppe 9, Nummer 131).
Am 9. und 10. April 2021 fand seinem Werk und Wirken zu Ehren in Wien das Heinz Steinert Symposium statt.

## Schriften (Auswahl)
- Die Strategien sozialen Handelns. Zur Soziologie der Persönlichkeit und der Sozialisation. Juventa, München 1972.
- (Hrsg.): Symbolische Interaktion. Arbeiten zu einer reflexiven Soziologie. Klett, Stuttgart 1973.
- (mit Hubert Treiber): Die Fabrikation des zuverlässigen Menschen. Über die „Wahlverwandtschaft“ von Kloster- und Fabriksdisziplin. Heinz Moos Verlag, München 1980.
- (mit Gerhard Hanak und Johannes Stehr): Ärgernisse und Lebenskatastrophen. Über den alltäglichen Umgang mit Kriminalität. AJZ-Verlag, Bielefeld 1989.
- (Hrsg.): Die (mindestens) zwei Sozialwissenschaften in Frankfurt und ihre Geschichte. Ein Symposion des Fachbereichs Gesellschaftswissenschaften aus Anlaß des 75–Jahre-Jubiläums der Johann Wolfgang Goethe-Universität Frankfurt. (Studientexte zur Sozialwissenschaft, Sonderband 3), Frankfurt 1990.
- (mit Dietrich Hoss [Hrsg.]): Vernunft und Subversion. Die Erbschaft von Surrealismus und Kritischer Theorie. Verlag Westfälisches Dampfboot, Münster 1997.
- Kulturindustrie. Verlag Westfälisches Dampfboot, Münster 1998. (4. Auflage als Nachdruck der 3., überarbeiteten Auflage: 2018.)
- (mit Helga Cremer-Schäfer): Straflust und Repression. Zur Kritik der populistischen Kriminologie. Verlag Westfälisches Dampfboot, Münster 1998, ISBN 3-89691-431-6. (3., korrigierte Auflage: 2021. ISBN 978-3-89691-680-8.)
- (mit Arno Pilgram [Hrsg.]): Sozialer Ausschluss – Begriffe, Praktiken und Gegenwehr. In: Jahrbuch für Rechts- und Kriminalsoziologie 2000, Nomos, Baden-Baden 2000.
- (mit Christian Schneider, Annette Simon und Cordelia Stillke): Identität und Macht. Das Ende der Dissidenz. Psychosozial-Verlag, Gießen 2002.
- (mit Arno Pilgram [Hrsg.]): Welfare Policy from Below: Struggles against Social Exclusion in Europe. Towards a Dynamic Understanding of Participation. Ashgate, Aldershot 2003.
- (mit Christine Resch): Die Widerständigkeit der Kunst. Entwurf einer Interaktionsästhetik. Verlag Westfälisches Dampfboot, Münster 2003.
- Adorno in Wien. Über die (Un-)Möglichkeit von Kunst, Kultur und Befreiung. Neuauflage, Verlag Westfälisches Dampfboot, Münster 2003.
- Die Entdeckung der Kulturindustrie oder: Warum Professor Adorno Jazz-Musik nicht ausstehen konnte. überarbeitete Neuauflage, Verlag Westfälisches Dampfboot, Münster 2003.
- (mit Margrit Frölich und Hanno Loewy [Hrsg.]): Lachen über Hitler – Auschwitz-Gelächter? Filmkomödie, Satire und Holocaust. text + kritik, München 2003.
- Das Verhängnis der Gesellschaft und das Glück der Erkenntnis: Dialektik der Aufklärung als Forschungsprogramm. Verlag Westfälisches Dampfboot, Münster 2007.
- Max Webers unwiderlegbare Fehlkonstruktionen. Die Protestantische Ethik und der Geist des Kapitalismus. Frankfurt am Main / New York: Campus 2010. ISBN 978-3-593-39310-0.
- (mit Christine Resch): Kapitalismus. Porträt einer Produktionsweise. Verlag Westfälisches Dampfboot, Münster 2011. (3., überarbeitete Auflage 2023, ISBN 978-3-89691-085-1.)